# Takt (obyczaje)
Takt – zachowanie eleganckie i delikatne, spełniające nie tylko zasady dobrego wychowania, ale także zmierzające do nieurażania uczuć innych ludzi, biorące pod uwagę specyfikę sytuacji, odznaczające się swoistą estetyką, adekwatne do okoliczności.